# IC 780
IC 780 ist eine linsenförmige Galaxie vom Hubble-Typ E-S0 im Sternbild Coma Berenices am Nordsternhimmel. Sie ist schätzungsweise 301 Millionen Lichtjahre von der Milchstraße entfernt.
Das Objekt wurde am 13. April 1893 vom französischen Astronomen Stéphane Javelle entdeckt.